# Algemene verkiezingen in Liberia (1927)

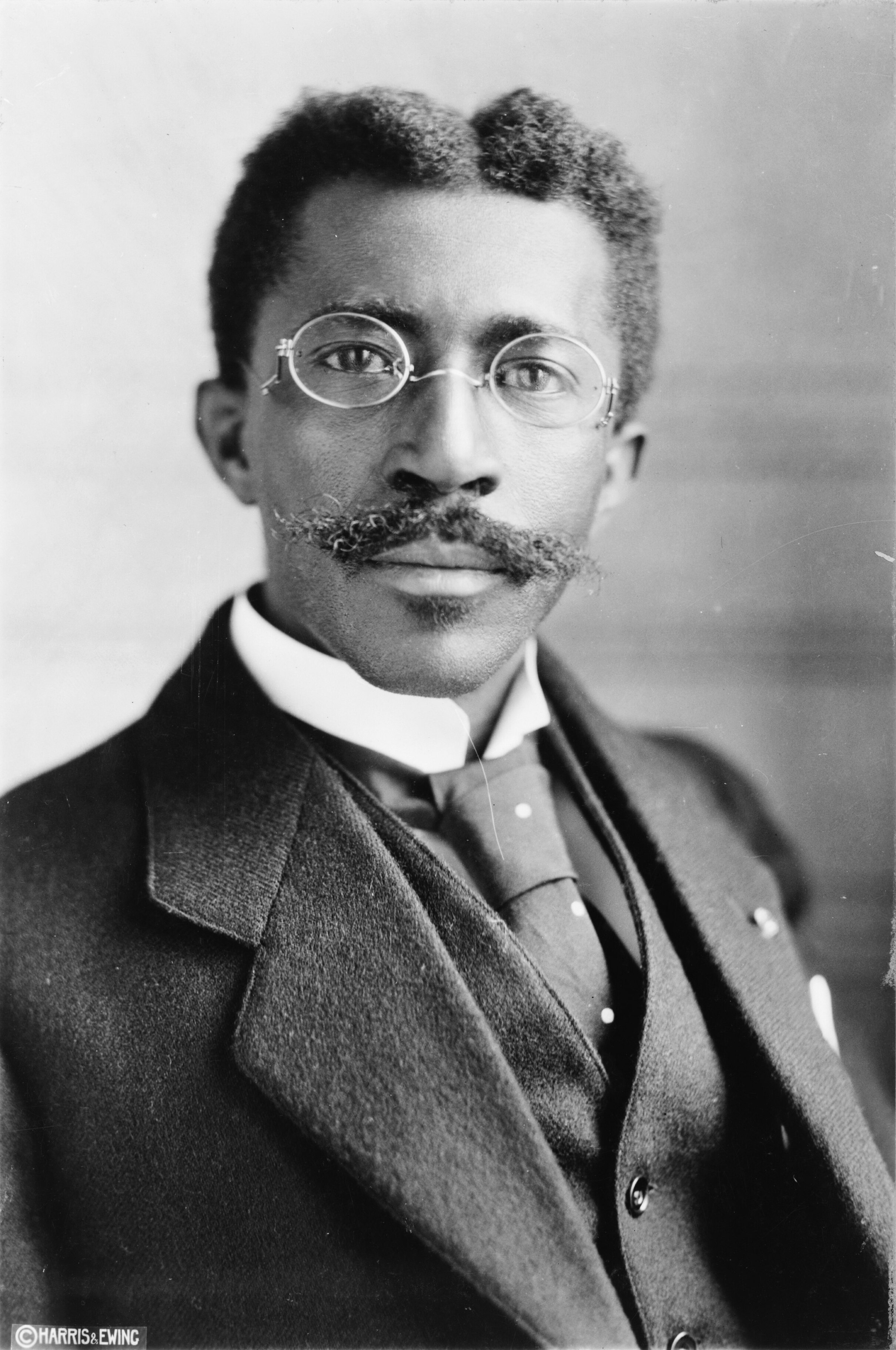
President Charles Dunbar Burgess King.

De algemene verkiezingen in Liberia van 1927 vonden op 3 mei van dat jaar plaats. Volgens het Guinness Book of World Records waren de presidentsverkiezingen in Liberia in 1927 de meest frauduleuze verkiezingen ooit gehouden. Volgens de officiële cijfers brachten 243.000 mensen hun stem uit op zittende president Charles D.B. King van de True Whig Party terwijl zijn tegenstander Thomas J.R. Faulkner van de People's Party 9.000 stemmen kreeg. Opdat moment waren er echter maar 15.000 stemgerechtigden in het land. Stemrecht was uitsluitend weggelegd voor Liberianen die aan allerlei voorwaarden konden voldoen (men moest kunnen lezen en schrijven, onroerend goed bezitten etc.). In de praktijk kwamen hier alleen leden van de Americo-Liberiaanse elite, enkele geassimileerde inlanders en sommige stamhoofden voor in aanmerking. De overtollige stemmen vertegenwoordigden de mensen die geen stemrecht hadden, maar deze in wezen ongeldige stemmen werden uitgebracht namens door de regering aangestelde stamhoofden (Paramount Chiefs). Als een individueel stamhoofd zijn stem uitbracht werden daar de stemmen van de leden van de stam bij opgeteld. De overtollig uitgebrachte stemmen vertegenwoordigden wel echte mensen, maar geen echte kiezers. Sommige stamhoofden weigerden aanvankelijk om te stemmen, maar werden daartoe gedwongen. Er werden echter ook naturellen ("Natives") door soldaten gedwongen om hun stem uit te brengen op King. Sommige van deze kiezers konden niet eens lezen of schrijven: "Zonder rekening te houden met hun opvattingen, werden de naturellen, in opdracht van de minister van Binnenlandse Zaken, John Lewis Morris, gedwongen op de verkiezingsdag te verschijnen bij het stembureau. Soldaten die achter hen stonden reikten hen stembiljetten aan - biljetten die zij niet eens konden lezen - waarbij de naam van King al gemarkeerd was en dwongen hen de biljetten in de stembussen te doen."

## Presidentsverkiezingen
| Kandidaat                       | Kandidaat                       | Partij                          | Stemmen | %      |
| ------------------------------- | ------------------------------- | ------------------------------- | ------- | ------ |
|                                 | Charles D.B. King               | True Whig Party                 | 243.000 | 96,43  |
|                                 | Thomas J. Faulkner              | People's Party                  | 9.000   | 3,57   |
| Totaal                          | Totaal                          | Totaal                          | 252.000 | 100,00 |
|                                 |                                 |                                 |         |        |
| Geregistreerde kiezers/ opkomst | Geregistreerde kiezers/ opkomst | Geregistreerde kiezers/ opkomst | 15.000  |        |
| Bron: New Democrat, Ciment      |                                 |                                 |         |        |

Charles D.B. King: 243.000 stemmen
Thomas J. Faulkner: 9.000 stemmen

## Parlementsverkiezingen
De People's Party deed in een of meerdere kiesdistricten mee aan de parlementsverkiezingen. Het lijkt aannemelijk dat de partij enkele verkiesbare zetels in het parlement heeft gewonnen. De winst moet echter zeer beperkt zijn geweest en heeft de hegemonie van de True Whig Party nooit serieus in gevaar gebracht.

## Nasleep
Faulkner, een rijke ondernemer op leeftijd, geboren in Baltimore (Maryland), weigerde zich zomaar bij de uitslag neer te leggen. Het aanvechten van de verkiezingsuitslag bleek op niets uit te lopen, maar hij had nog een troef achter de hand: Hij wist van het bestaan van een vorm van slavernij die door de regering niet alleen werd gedoogd, maar waar ook regeringsleden zelf bij betrokken waren. De bekendste betrokkene was vicepresident Allen Yancy, een buitengewoon corrupt (en zelfs sadistisch) politicus. Naturellen ("Natives") uit de binnenlanden werden door een soort slavenhandelaren gedwongen om te werken op het eiland Fernando Po in Spaans-Guinea waar zij slecht werden behandeld en velen het leven lieten bij zware dwangarbeid. Faulkner deed zijn onthullingen in de Afro American, een krant in Baltimore. De internationale shock was enorm: Liberia het land gesticht door voormalige slaven was zelf betrokken bij slavenhandel (vriendelijker gesteld: dwangarbeid, maar dat komt in dit geval op hetzelfde neer.) De Volkenbond deed vervolgens onderzoek naar de beschuldigingen, concludeerde dat er inderdaad sprake was van dwangarbeid en president King en vicepresident Yancy traden in 1930 af. Yancy vluchtte naar Nigeria en werd nooit vervolgd. Omdat president King niet direct betrokken was bij de slavenhandel werd hij niet vervolgd. In 1931 deed Faulkner wederom een gooi naar het presidentschap.